# Ryszard Mieczysław Klisowski
Ryszard Mieczysław Klisowski (ur. 29 października 1937 w Łucku, zm. 30 marca 2024) – polski kompozytor, skrzypek, teoretyk muzyki, pedagog muzyczny, poeta i publicysta.

## Życiorys
Urodził się 29 października 1937 w Łucku, miasta położonego na terenie ówczesnego województwa wołyńskiego. Po II wojnie światowej podjął studia na czterech kierunkach (grę na skrzypcach, prowadzenie zespołów wokalnych i instrumentalnych, teorię muzyki oraz kompozycję) w Akademii Muzycznej we Wrocławiu. Wśród jego nauczycieli byli m.in. Edward Statkiewicz, Radomir Reszke i Tadeusz Natanson.
Od 1973 roku studiował kompozycję na wiedeńskiej Hochschule für Musik und darstellende Kunst. Ukończył ją w 1977 roku uzyskując dyplom z wyróżnieniem. W ich ramach ukończył eksperymentalną muzykę elektroakustyczną pod kierunkiem Dietera Kaufmanna, a w kolejnych latach należał do klasy Romana Haubenstocka-Ramatiego. Po powrocie do Polski od 1978 roku wykładał kompozycję w Akademii Muzycznej we Wrocławiu, od 1990 jako profesor. Wykładał także w Uniwersytecie Muzyki i Sztuk Scenicznych w Wiedniu oraz Hogeschool Enschede w Holandii.
Wraz z żoną  Walentyną Węgrzyn-Klisowską jest autorem licznych opracowań unikalnych zabytków śląskiej muzyki średniowiecznej, renesansowej i barokowej oraz odnalezionych polskich utworów fortepianowych z XVIII i XIX wieku.

## Odznaczenia
W roku 1988 został odznaczony tytułem Zasłużony Działacz Kultury przez Ministra Kultury i Sztuki, a Rada Państwa nadała mu Srebrny Krzyż Zasługi. Otrzymał od Wojewódzkiej Rady Narodowej we Wrocławiu złotą odznakę „Zasłużony dla Województwa Wrocławskiego i Miasta Wrocławia”. Otrzymał także Medal Festiwalu Wratislavia Cantans w 1993 roku.

## Twórczość
Klisowski jest jednym z prekursorów muzyki elektroakustycznej w Polsce, co jest konsekwencją jego zainteresowań sonorystycznych. W poszukiwaniu niekonwencjonalnych brzmień obok tradycyjnych instrumentów wykorzystuje taśmę, syntezator, komputer i innych media elektroniczne oraz naturalne źródła dźwięku. Brzmienia te spaja w mobilne formy, których podstawą są modele strukturalne traktowane wariabilnie, zaprojektowane do łączenia w większe całości.
Zainteresowanie brzmieniem słów i możliwościami ich przekształceń w różnych językach doprowadziły do powstania poezji sonorystycznej o walorach muzycznych. Wiersze sonorystyczne autora należy jako utwory czytać głosem w sposób melorecytatywny. Wiele z nich stało się tworzywem większych autonomicznych utworów muzycznych (Mantra-Tantra, Quadrature, Vers-Alya), lub posłużyło jako warstwa dźwiękowa obrazów filmowych (KUB, OUTSIDE/PoZa).
Jego dorobek naukowy składa się z wielu publikacji w różnorodnym zakresie tematycznym.

## Kompozycje
- Nocturne na skrzypce i fortepian (1967-68)
- Krąg życia, 3 pieśni na głos i fortepian (1968)
- Musica da camera. Omaggio a J.S. Bach na klarnet, fagot, skrzypce, altówkę, wiolonczelę i 3 zestawy perkusyjne (1968)
- Allegro concertante na fagot i orkiestrę (1969)
- Pieśń o żołnierzach z Westerplatte na chór mieszany a cappella (1969,1993)
- Allegro concertante na fagot i fortepian (1969,1997)
- Trzy groteski na puzon i fortepian (1970)
- Evoluzioni na orkiestrę (1970)
- Drei Indische Kantaten (Trzy Kantaty Hinduskie) na mezzosopran, bas, chór mieszany i orkiestrę (1971)
- Polskie drzewa, 3 pieśni na chór mieszany (1972)
- Róża [wersja I], pieśń na chór mieszany (1972)
- Zwyrtała, opera w 3 aktach nie tylko dla dzieci (1973)
- Monolog na gitarę solo (1973-74)
- Alkor, muzyka elektroniczna na taśmę (1974)
- Polichronia per percussione (1974)
- Sonant na taśmę (1974)
- Lineamenti per chitarra solo (1975)
- Cadenza per violino, pianoforte e synthesizer (1975)
- Quartetto per archi. La Primavera  (1975)
- La nature morte [wersja I] na taśmę (1975-76)
- La nature morte [wersja II] na tubę i taśmę (1975-76)
- Memento na taśmę (1976)
- Anantas-Emanation, misterium na mezzosopran i orkiestrę kameralną (1976)
- La nature morte [wersja III] na środki audiowizualne (1976)
- La nature morte [wersja IV] na środki audiowizualne z udziałem aktorki-mima (1976)
- Musica da camera II na klarnet, fagot,  6 skrzypiec, 4 altówki, 3 wiolonczele, kontrabas i 3 zestawy perkusyjne (1976)
- Versetti. Omaggio a Henryk Szeryng na skrzypce solo (1976)
- Conversazione [wersja I] na orkiestrę (1977-79)
- Clash-Play, muzyczny teatr instrumentalny (1978)
- Les Sons de couleurs na fortepian (1980-81)
- Energy’s Play na obój, klarnet i fagot (1981-82)
- Sculpture Dance na taśmę (1982)
- Audiovisuelles Tryptychon na taśmę i środki audiowizualne (1982-83)
- Kwartet smyczkowy nr 1 „The Mountains Landscape” (1983)
- Muzyka do spektaklu BezDramatu (1983)
- Tryptyk Pantomimiczny na mimów, światło i taśmę (1983)
- Multi Dimensional Sounds for 6 na perkusję i media elektroniczne (1983-85)
- Couleurs de l’amour na aktora, syntezator, mikroprocesory elektroniczne, światło i taśmę (1983-85)
- Kwartet smyczkowy nr 2 „Christmas-Quartet” (1984)
- Kwartet smyczkowy nr 3 „The Spring Games” (1984)
- Impression solaire I na taśmę (1984)
- Musica Mundana I na taśmę, obiekty i światło (1984)
- Symphonia Humana (Alkor II, Impression solaire II, Lamentoso, Vision, Jazz-Sonate mit Epilog) na taśmę (1985)
- Symphonia Humana na taśmę dla teatru pantomimy (1985)
- Movement probability na trąbkę, puzon, tubę, 2 syntezatory, urządzenia elektroniczne, obiekty i światło (1985)
- The Rays of Light, 3 kwintety dęte na flet, obój, klarnet, róg i fagot (1985-86)
- Impression solaire III na taśmę (1986)
- Sounds Meadows from Child’s Memory [wersja I] na saksofon i taśmę (1986)
- Sounds Meadows from Child's Memory [wersja II] na taśmę (1986)
- Sounds Meadows from Child's Memory [wersja III], wersja skrócona na taśmę (1986)
- René Sonosphären [wersja I] na kwartet fletów prostych i taśmę (1987-88)
- René Sonosphären [wersja II] na 1 wykonawcę, 4-5 fletów i taśmę (1987-88)
- Anantas-Emanation II na mezzosopran, chór mieszany i orkiestrę kameralną (1988)
- Versetti II na skrzypce solo i taśmę (1989)
- Les sons de couleurs synthétiques [wersja I] na fortepian bez improwizacji (1989)
- Les sons de couleurs synthétiques [wersja II] na fortepian z improwizacją (1989)
- Les sons de couleurs synthétiques [wersja III] na fortepian i syntezator (1989)
- Les sons de couleurs synthétiques [wersja IV] na instrument klawiszowy i syntezator (1989)
- Les sons de couleurs synthétiques [wersja V] na śpiew, recytację, środki elektroniczne, komputer, światło i teatr instrumentalny (1989)
- Łuck Holocaust – muzyka katedralna z grodu Lubarta [wersja I] na organy i perkusję (1989)
- Łuck Holocaust – muzyka katedralna z grodu Lubarta [wersja II] na organy, perkusję, elektroniczne efekty przestrzenne, światło i akcję aktorską lub film (1989)
- Dyptychon na różnorodną obsadę multimedialną (2 fortepiany lub inne instrumenty klawiszowe, aktora, inne dowolne instrumenty, komputer, inne urządzenia elektroniczne i światło) (1989-90)
- Koncert podwójny na dwoje skrzypiec i orkiestrę (1990-93)
- Piano-Ray na fortepian solo (1991)
- Ray II, transformacje dźwiękowe na obój solo (1991)
- Ray IIA, transformacje dźwiękowe na obój i syntezator (1991)
- Ray III, transformacje dźwiękowe na klarnet i syntezator (lub klarnet solo) (1991)
- Spherical Reflection dla jednego wykonawcy na głos i 3 flety (1991)
- Spherical Reflection for 1 performer (1991)
- Druid Story [wersja I] na skrzypce i fortepian (lub syntezator) (1992)
- Sonata-Fantazja. Hommage à Karol Szymanowski na skrzypce solo (1992)
- Trzy pieśni na fortepian (1992)
- Augustins-Variationen na fortepian solo (1992)
- Baceviciana. Druid Story na skrzypce i fortepian (1992)
- Gloria na chór mieszany lub 8 (12, 16 itd.) głosów wokalnych (1992-93)
- Rosalia-Magical Quadrat na organy (1992-94)
- Róża [wersja II], pieśń na chór mieszany a cappella (1993)
- Augustins-Spiel na flet i fortepian (1993)
- Oriental Dance na flet i fortepian (1993)
- La valse romantiques na flet solo (1993)
- Multi-Rays na fortepian i orkiestrę (1993-94)
- Sonata Illiriaca na skrzypce solo (1994)
- Conversazione [wersja II] na orkiestrę (1994)
- Evoluzioni II na orkiestrę (1994)
- Trzy groteski na tubę i fortepian (1994)
- Koncert na skrzypce solo i orkiestrę (1994)
- Spherical Ramification and Infiltration – Sinfonia del Mondo [wersja I] na taśmę (1994)
- Spherical Ramification and Infiltration – Sinfonia del Mondo [wersja II] na taśmę i światło (1994)
- Spherical Ramification and Infiltration – Sinfonia del Mondo [wersja III] na taśmę i różne media wizualne (1994)
- Oriental Dance IA na skrzypce i fortepian (1994)
- Oriental Dance IB na obój i fortepian (1994)
- Oriental Dance IC na klarnet i fortepian (1994)
- Oriental Dance ID na saksofon sopranowy i fortepian (1994)
- Augustins-Spiel IA na skrzypce i fortepian (1994)
- Augustins-Spiel IB na obój i fortepian (1994)
- Augustins-Spiel IC na klarnet i fortepian (1994)
- Augustins-Spiel ID na saksofon sopranowy i fortepian (1994)
- John Cage in memoriam – Projekt I na taśmę i światło (1994)
- John Cage in memoriam – Projekt II na taśmę, fortepian solo (lub dwa fortepiany), jeden lub dwa syntezatory i 3 zakomponowane przestrzenie (1994)
- John Cage in memoriam – Projekt III na taśmę, obiekty, wieloprzestrzenne dowolne źródła dźwięku i światło (1994)
- John Cage in memoriam – Projekt IV. Synteza  na taśmę, 2 fortepiany, 2 syntezatory, wieloprzestrzenne dowolne źródła dźwięku, światło i obiekty oraz 5-6 zakomponowanych przestrzeni (1994)
- Canzonetta e Appassionata per violino solo (1994)
- Le calice Sacré pour orchestra (1994,2009)
- Druid Story [wersja II] na skrzypce i orkiestrę (1996)
- Vau-Cluse de Mont Ventoux, misterium na obój i rożek angielski (lub obój miłosny) (1996-97)
- Landscapes Colours for tape (1998)
- Y’AR’L na kwintet dęty (1998)
- Vau-Cluse de Mont Ventoux II, wersja na flet solo (1998)
- Tantra-Mantra na głosy i instrumenty (1998)
- Wiersze sonorystyczne na 1 lub więcej głosów (1998)
- Ray-Rad na róg solo (1999)
- Mantra-Tantra na głos, Yamaha SPX 1000, taśmę, skrzypce i fortepian (2000)
- Ray-Rad II na trąbkę (2001)
- Bach-Allya na fortepian (2001)
- Earthly-Holocaust na orkiestrę (2001-2004)
- Stabat Mater per soprano, violoncello e organo (2002)
- Paesaggio na taśmę (2002)
- Kwadratura na taśmę (2002)
- Muzyka do filmu KUB (2002)
- Muzyka do filmu Outside (PoZa) (2002)
- Vers-Alya na kontrabas solo (2002)
- Vers-Alya na kontrabas solo i taśmę: Paesaggio (2002)
- Vers-Alya na głos, perkusję, kontrabas i taśmę: Paesaggio (2002-2005)
- Vers-Alya na głos, perkusję i kontrabas (2002-2005)
- Pentapétale, 5 pièces pour flûte seul (2003)
- Muzyka do filmu KUB ist KUB ist KUB (2003)
- Bach-Allya na fortepian i taśmę: Musica Mundana III (2004)
- Echoes from Musica Mundana III na taśmę (2004)
- Musica Mundana III na taśmę (2004)
- Bach-Allya na klawesyn i taśmę (2004)
- Tre Ironiae na wiolonczelę i fortepian lub klawesyn (2005)
- The Rainbow na kontrabas solo (2005)
- Oriental Dance na wiolonczelę i fortepian lub klawesyn (2005)
- Triptyque pour 3 jazzmans avec „tape” (2005)
- Na strunach wiatru, II Wiersze sonorystyczne na 1 lub więcej głosów (2005-2006)
- The Rays of K2 na taśmę (2006)
- Tat-Ra Play for string orchestra (2006-2007)
- Regenbogenfarben für Cello Solo (2007)
- Happy – Happening. Homage to Karlheinz Stockhausen for voices, violin, double bass and electronic media (2008)
- Parables of Prophet na głosy, chór mieszany i orkiestrę (2008-2009)
- Wybrane Wiersze Wołyńskie na 1 lub więcej melorecytatywnych głosów (2009-2012)
- The Lights of the Night for harp (2014)
- Landscape of Mountains for 2 flutes and piano (2018)
- Wołyńskie Sennoty na 1 lub więcej melorecytatywnych głosów (2018)

## Wiersze
- Wiersze Sonorystyczne, Apis, Wrocław 1998 (2006, 2013)
- Wybrane wiersze wołyńskie, Wołanie z Wołynia, Wrocław 2013
- Wołyńskie Sennoty: wiersze sonorystyczne, Wołanie z Wołynia, Biały Dunajec-Ostróg 2018

## Publikacje
- Estetyka wyrazu w utworze Łuck-Holocaust w świetle kryteriów wartości, AM we Wrocławiu, Wrocław 1991
- Kolorystyka fortepianowa w moich utworach, w: Muzyka fortepianowa X, Prace Specjalne nr 53, red. Janusz Krasowski, PWSM w Gdańsku, Gdańsk 1995
- Mikrotonowość, "Zeszyty Naukowe AM we Wrocławiu" nr 33: Muzyka XX wieku, red. Ryszard Mieczysław Klisowski, AM we Wrocławiu, Wrocław 1983
- Zeszyt Naukowy AM we Wrocławiu nr 33: Muzyka XX wieku, AM we Wrocławiu, Wrocław 1983 [redakcja naukowa]
- Pojęcie i problem formy otwartej w muzyce współczesnej, "Zeszyty Naukowe AM we Wrocławiu" nr 25, AM we Wrocławiu, Wrocław 1981
- Rola ezoterycznej symboliki w konstrukcji i realizacji utworu na solowy głos żeński „Sequenza III” Luciano Berio, "Zeszyty Naukowe AM we Wrocławiu" nr 77, red. Eugeniusz Sąsiadek, Barbara Werner, AM we Wrocławiu, Wrocław 2000
- Rola głosu ludzkiego w eksperymentalnej muzyce elektronicznej, "Zeszyty Naukowe AM we Wrocławiu" nr 70, red. Eugeniusz Sąsiadek, Barbara Werner, AM we Wrocławiu, Wrocław 1997
- Rola improwizacji wokalnej w utworze „Stimmung” Karlheinza Stochhausena, "Zeszyty Naukowe AM we Wrocławiu" nr 74, red. Eugeniusz Sąsiadek, Barbara Werner, AM we Wrocławiu, Wrocław 1999
- Rola nowej gestyki muzycznej w tworzeniu metaznaczeń (I) w: Liturgia w świecie widowisk, Opolska Biblioteka Teologiczna (82), red. ks. Helmut Jan Sobeczko, Zbigniew Solski, Uniwersytet Opolski. Wydział Teologiczny, Opole 2005
- Rola nowej gestyki muzycznej w tworzeniu metaznaczeń (II) w: Wokalistyka i pedagogika wokalna, t. 5, red. Eugeniusz Sąsiadek, AM we Wrocławiu / Polskie Stowarzyszenie Pedagogów Śpiewu, Wrocław 2007
- Sposoby wykorzystania głosu ludzkiego w muzyce współczesnej, "Zeszyty Naukowe AM we Wrocławiu" nr 68, red. Eugeniusz Sąsiadek, Barbara Werner, AM we Wrocławiu, Wrocław 1996
- Wokalne i instrumentalne akcje wyrazowe w utworze „Circles” Luciano Berio w: Wokalistyka w Polsce i na świecie, t. 2, red. Eugeniusz Sąsiadek, Polskie Stowarzyszenie Pedagogów Śpiewu / AM we Wrocławiu, Wrocław 2003
- „Łuck-Holocaust” – od przeżyć wojennych do kształtu brzmieniowego w: Ekspresja formy - ekspresja treści. Marianowi Borkowskiemu w siedemdziesięciolecie urodzin, red. Alicja Gronau-Osińska, AMFC, Warszawa 2004
- Franciszek Liszt na Śląsku [wspólnie z Walentyną Węgrzyn-Klisowską] w: Zeszyty Lisztowskie, vol. III, Towarzystwo im. Ferenca Liszta, Wrocław 2011